# Ermita de la Verge del Roser (Sant Joan d'Alacant)
L'ermita de la Verge del Roser és un temple ubicat a la partida de Fabraquer del terme municipal de Sant Joan d'Alacant (l'Alacantí, País Valencià). Cal diferenciar-la d'un altre ermitori primitiu homònim que hi havia en aquest indret, destruït a la Guerra Civil espanyola i annexionada posteriorment a la coneguda com Finca Abril.
Aquesta ermita es troba al Camí de Marco, entre el barri de Fabraquer i la platja. Es va inaugurar el 10 d'agost de 1991, tot sent el temple més recent de Sant Joan d'Alacant. Es va dur a terme gràcies a una subscripció popular i al treball de construcció que al llarg de dos anys va realitzar el veïnat.
L'edifici és exempt, amb una nau oratòria i una sagristia adossada. Està feta de blocs de formigó, amb coberta a dues aigües de teula plana. Té una façana rectangular, amb dos xicotets campanars de planta quadrada a cada extrem, que estan units per una balustrada de pedra artificial. Compta amb una porta d'arc de mig punt amb brancals i arc adovellat, i a sobre, un teuladell de teula romana.
A l'interior, el presbiteri s'eleva sobre el sòl de la nau. Hi ha un retaule de lloses de ceràmica amb les imatges del Crist Crucificat, la Verge del Roser i el Sagrat Cor de Jesús.